# Matthias Senkel

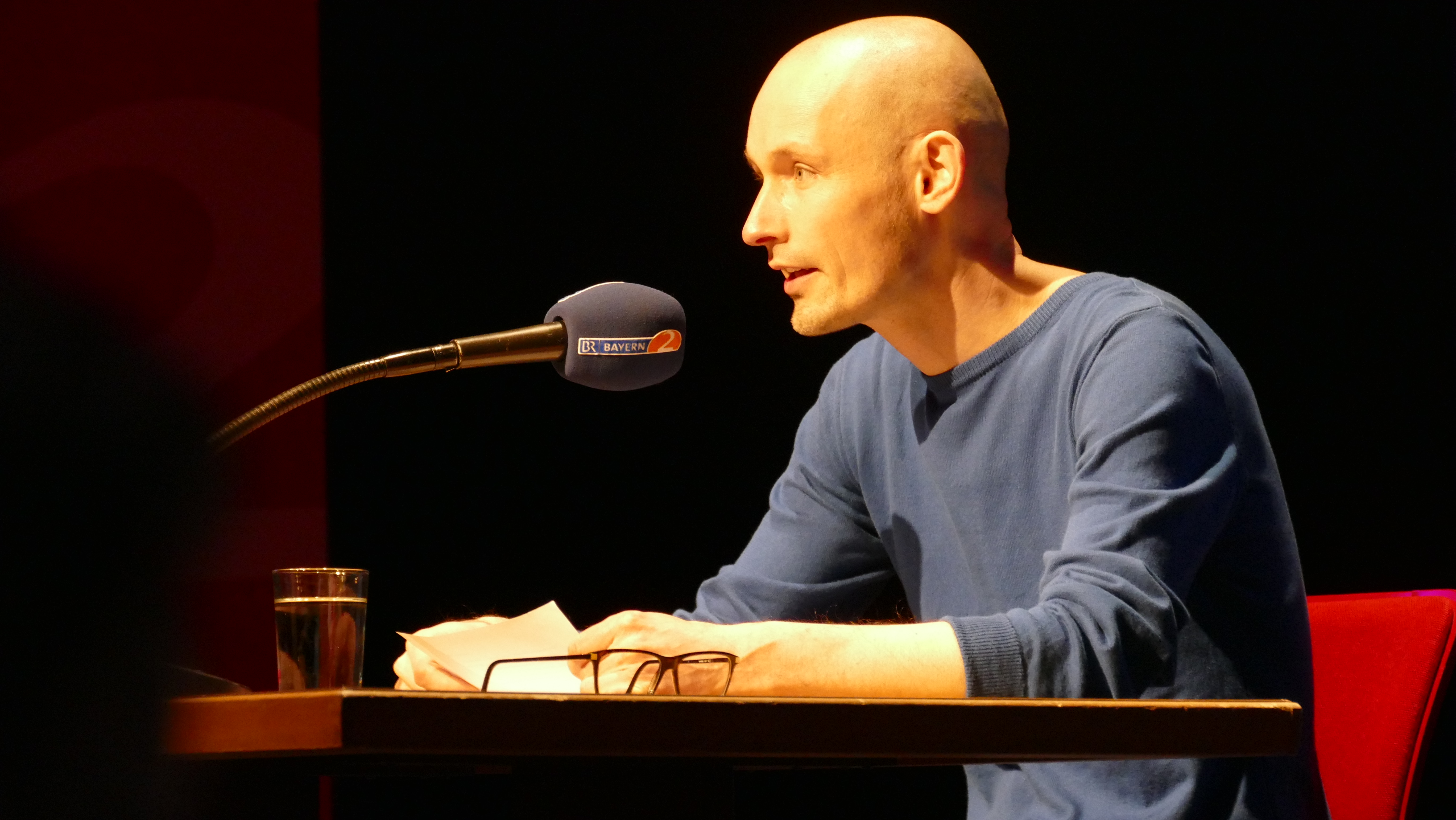
Matthias Senkel bei den Wortspielen 2018 in München

Matthias Senkel (* 1977 in Greiz) ist ein deutscher Schriftsteller.
Senkel studierte ab 1998 am Deutschen Literaturinstitut Leipzig und anschließend Interkulturelle Europa- und Amerikastudien an der Martin-Luther-Universität Halle. Seit 2002 veröffentlicht er Lyrik und Prosa. Außerdem spielt er E-Bass bei der Band Zellrasen.

## Auszeichnungen
2009 gewann Senkel den „open mike“-Literaturpreis der Literaturwerkstatt Berlin sowie den taz-Publikumspreis. Im Juli 2012 nahm er auf Einladung von Paul Jandl am Ingeborg-Bachmann-Preis in Klagenfurt teil. 2013 wurde sein Debütroman Frühe Vögel mit dem Rauriser Literaturpreis und dem Uwe-Johnson-Förderpreis ausgezeichnet. Sein zweiter Roman Dunkle Zahlen erhielt 2018 eine Nominierung für den Preis der Leipziger Buchmesse in der Kategorie „Belletristik“ und gelangte im selben Jahr auch auf die Longlist des Deutschen Buchpreises. 2020 wurde er von Hubert Winkels zu den 44. Tage der deutschsprachigen Literatur eingeladen und erreichte dort abermals die Shortlist des Ingeborg-Bachmann-Preises. Für seinen Erzählungsband Winkel der Welt erhielt Senkel 2022 den Förderpreis zum Bremer Literaturpreis.

## Werke (Auswahl)
- Nina sagt. In: Michael Hametner (Hrsg.): Gestern Morgen, heute Nacht und andere Erzählungen. Faber & Faber, Leipzig 2005.
- 8 × Liebe³. In: Heike Hauf (Hrsg.): 16. open mike. Allitera, München 2008 (online).
- Peng. Peng. Peng. Peng. In: Heike Hauf (Hrsg.): 17. open mike. Allitera, München 2009 (online, PDF; 97 kB)
- Fidye. In: Edit – Papier für neue Texte. 57, 2011.
- K. In: BELLA triste. Nr. 31, 2011.
- Aufzeichnungen aus der Kuranstalt. In: Hubert Winkels (Hrsg.): Klagenfurter Texte. Piper, München 2012.
- Hefringsø. Modellbausatz für eine unbedeutende Insel. In: SALZ – Zeitschrift für Literatur. Nr. 151, 2013.
- Twickenham-Jerichow-Expreß. In: Holger Helbig u. a. (Hrsg.): Johnson-Jahrbuch. Band 21. Wallstein, Göttingen 2014, ISSN 0945-9227, S. 35–40.
- Winkel der Welt. Erzählungen. Matthes & Seitz, Berlin 2021, ISBN 978-3-7518-0037-2.

Romane
- Frühe Vögel. Mit einem Comic von Maryna Zhdanko. Aufbau, Berlin 2012, ISBN 978-3-351-03385-9.
- Dunkle Zahlen. Matthes & Seitz, Berlin 2018, ISBN 978-3-95757-539-5.
  - Темные числа, ins Russische von Svetlana Subbotenko, Gorodets, Moskau 2025, ISBN 978-5-907762-67-1.